# Schizoloma recurvatum
Schizoloma recurvatum là một loài thực vật có mạch trong họ Dennstaedtiaceae. Loài này được (Wall.) T. Moore miêu tả khoa học đầu tiên năm 1857.